# These Are the Blues
These Are the Blues (с англ. — «Это всё блюз») — тридцатый студийный альбом американской джазовой певицы Эллы Фицджеральд, выпущенный на лейбле Verve Records в 1963 году под студийным номером Verve V6-4060. Альбом примечателен тем, что в нём Фицджеральд отходит от привычного ей джазового жанра и исполняет все песни в стиле блюз.
Обложка альбома была выполнена иллюстратором Дэвидом Стоуном Мартином.
В 1990 году Verve перевыпустили запись в формате CD под студийным номером Verve 829 536-2.

## Список композиций
| №                   | Название                                  | Текст песни         | Музыка              | Длительность |
| ------------------- | ----------------------------------------- | ------------------- | ------------------- | ------------ |
| 1.                  | «Jailhouse Blues»                         | Бесси Смит          | Кларенс Уильямс     | 5:25         |
| 2.                  | «In the Evening (When the Sun Goes Down)» | Дон Рэй             | Лерой Карр          | 4:27         |
| 3.                  | «See See Rider»                           | Ма Рейни            | Ма Рейни            | 2:39         |
| 4.                  | «You Don’t Know My Mind»                  | Вирджиния Листон    | Кларенс Уильямс     | 4:49         |
| 5.                  | «Trouble in Mind»                         | Ричард М. Джонс     | Ричард М. Джонс     | 3:31         |
| Общая длительность: | Общая длительность:                       | Общая длительность: | Общая длительность: | 20:51        |

| №                   | Название                   | Текст песни         | Музыка              | Длительность |
| ------------------- | -------------------------- | ------------------- | ------------------- | ------------ |
| 6.                  | «How Long, How Long Blues» | Лерой Карр          | Лерой Карр          | 3:57         |
| 7.                  | «Cherry Red»               | Биг Джо Тёрнер      | Пит Джонсон         | 4:09         |
| 8.                  | «Downhearted Blues»        | Альберта Хантер     | Лови Остин          | 3:08         |
| 9.                  | «St. Louis Blues»          | Уильям Хэнди        | Уильям Хэнди        | 6:28         |
| 10.                 | «Hear Me Talkin’ to Ya»    | Луи Армстронг       | Луи Армстронг       | 3:01         |
| Общая длительность: | Общая длительность:        | Общая длительность: | Общая длительность: | 20:43        |

## Избранные участники записи
- Элла Фицджеральд — вокал.
- Рой Элдридж — труба.
- Уайлд Билл Дэвис — орган.
- Херб Эллис — гитара.
- Рэй Браун — бас-гитара.
- Гас Джонсон — барабаны.